# Gao Song
Gao Song (16 de abril de 1992) é uma basquetebolista profissional chinesa.

## Carreira
Gao Song integrou a Seleção Chinesa de Basquetebol Feminino, em Londres 2012 e Rio 2016.